# Phylloscopus canariensis

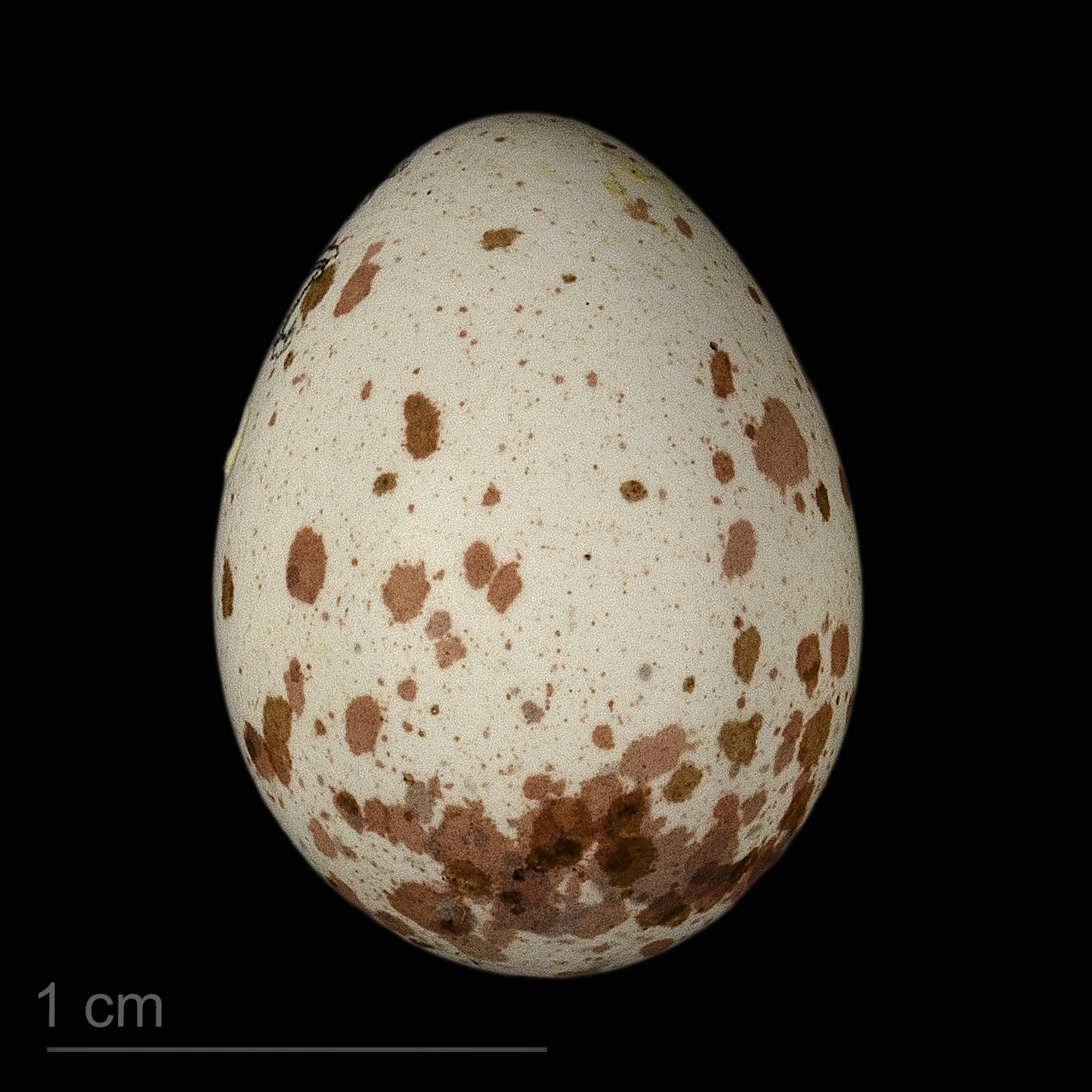
Uova di Phylloscopus canariensis - Museo di Tolosa

Il luì piccolo delle Canarie (Phylloscopus canariensis (Hartwig, 1886)) è un uccello passeriforme della famiglia Phylloscopidae, endemico delle isole Canarie.